# Diocesi di Tunes
La diocesi di Tunes (in latino Dioecesis Tunetensis) è una sede soppressa e sede titolare della Chiesa cattolica.

## Storia
Tunes, corrispondente alla città di Tunisi nell'odierna Tunisia, è un'antica sede episcopale della provincia romana dell'Africa Proconsolare, suffraganea dell'arcidiocesi di Cartagine.
Sono noti due vescovi di Tunes: Luciano, che prese parte come cattolico alla conferenza di Cartagine del 411, che vide riuniti assieme i vescovi cattolici e donatisti dell'Africa romana; e Sestiliano, che rappresentò Primoso di Cartagine al concilio di Costantinopoli del 553.
Tunes è annoverata tra le sedi vescovili titolari della Chiesa cattolica; dal 24 novembre 2021 il vescovo titolare è Antônio Luiz Catelan Ferreira, vescovo ausiliare di Rio de Janeiro.

## Cronotassi

### Vescovi
- Luciano † (menzionato nel 411)
- Sestiliano † (menzionato nel 553)

### Vescovi titolari
- Vicente Buytrón, O.P. † (1502 consacrato - ?)
- Bartolomeo Perez † (18 maggio 1571 - ?)
- José Floriberto Cornelis, O.S.B. † (27 novembre 1958 - 10 novembre 1959 nominato arcivescovo di Lubumbashi)
- Albert Descamps † (3 novembre 1960 - 15 ottobre 1980 deceduto)
- Francesco De Nittis † (7 marzo 1981 - 10 marzo 2014 deceduto)
- Luiz Carlos Dias (16 marzo 2016 - 20 ottobre 2021 nominato vescovo di São Carlos)
- Antônio Luiz Catelan Ferreira, dal 24 novembre 2021